# Олександрівський шанець
Олекса́ндрівський ша́нець, або Олекса́ндр-Ша́нц — укріплення на території сучасного Херсона.

## Історія

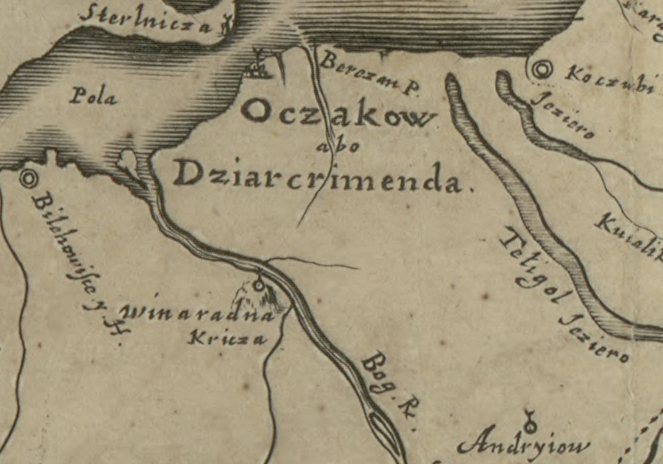
Біліховичи на Загальній карті України 1648 р. Ґійома Левасера де Боплана

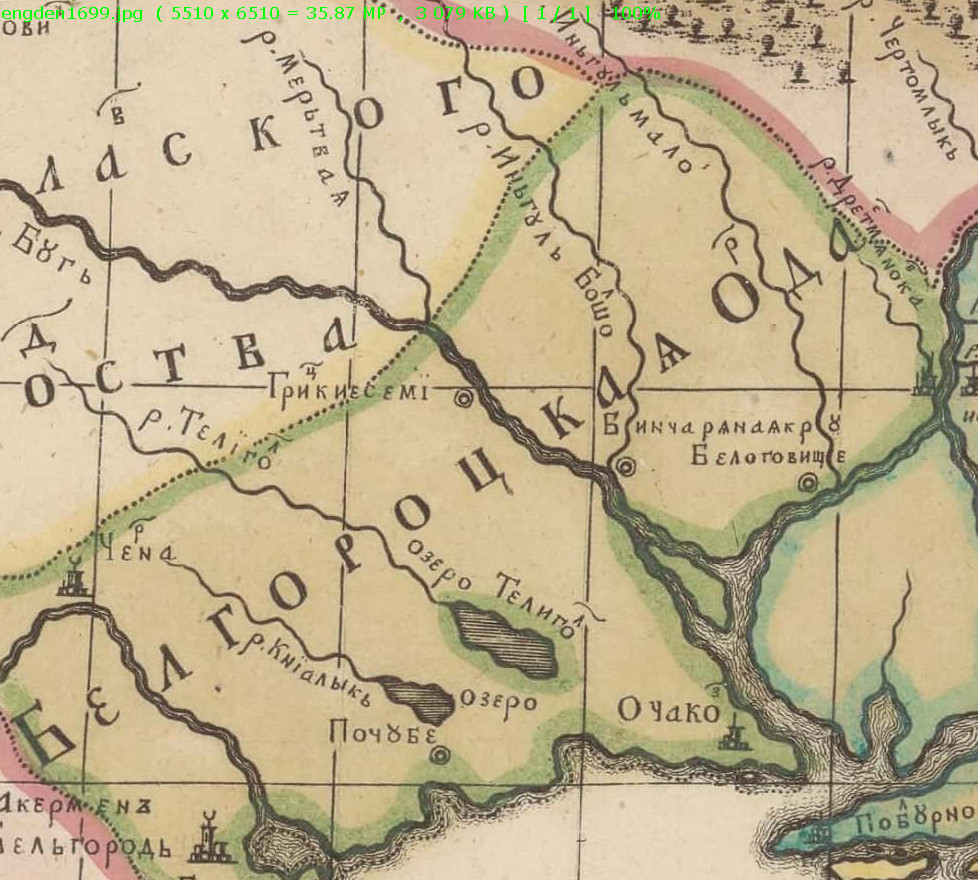
Біліховичи («Белоговище») на «Географічній карті країн Малої та Великої Руссії» 1699 року, Джорджа фон Менгдена та Якова Брюса

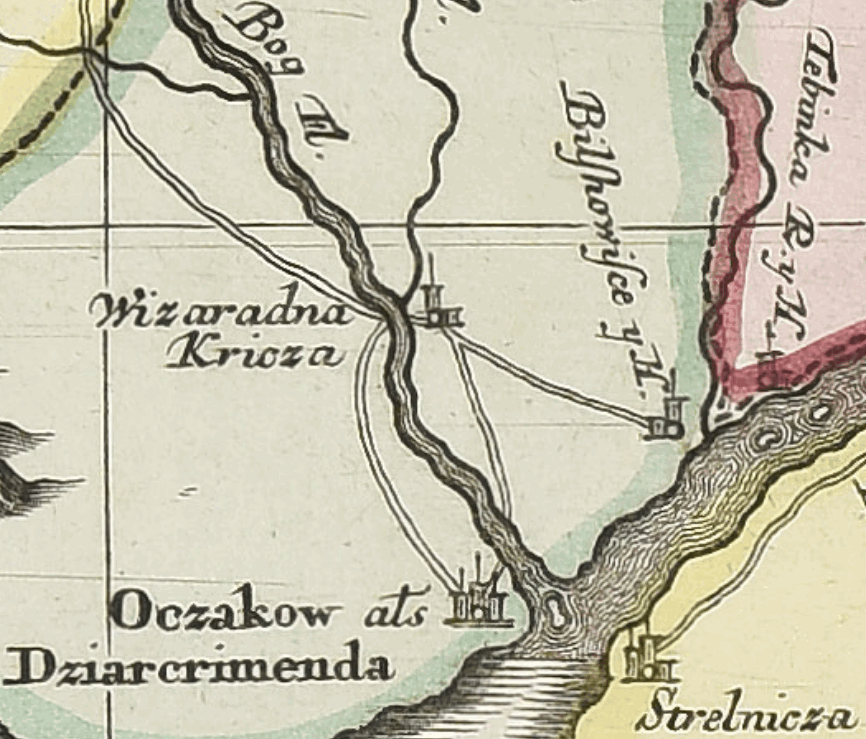
Біліховичи на мапі Матеуса Зойтера 1730 року

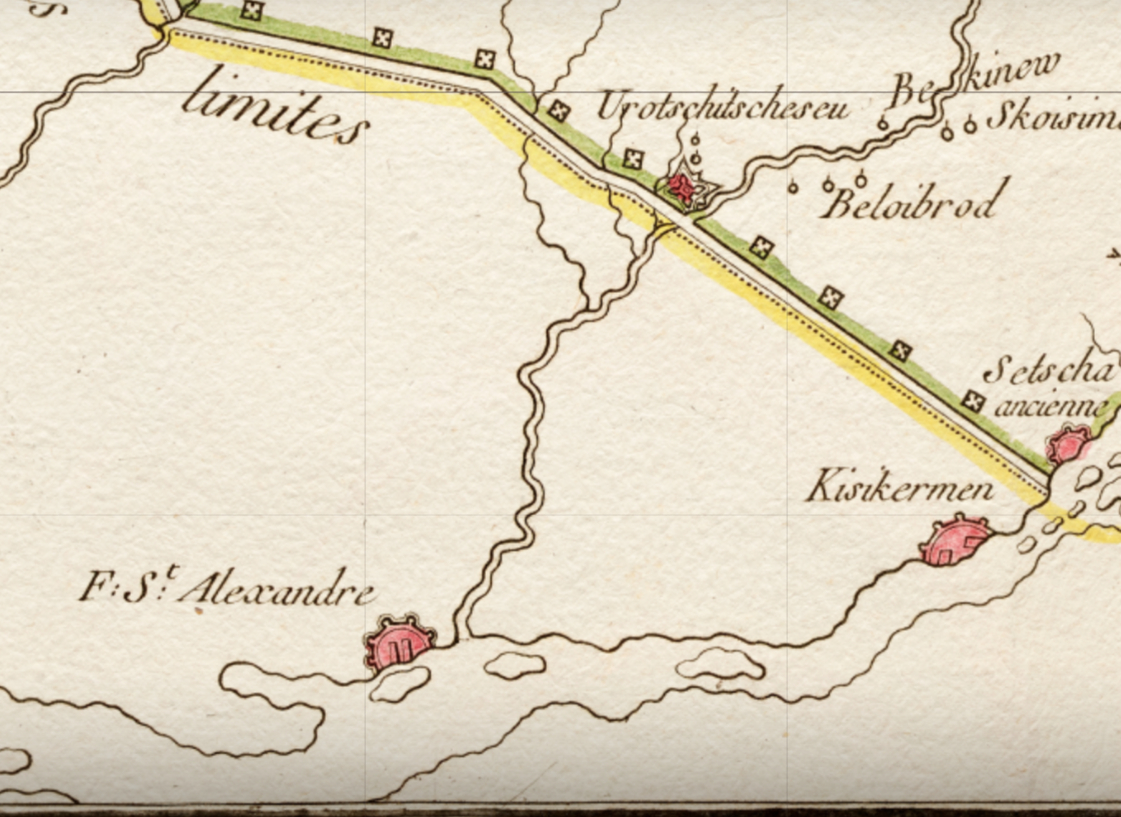
Олександрівський шанець (F.St. Alexandre) на карті «Нової Сербії» з військового атласу Лє Ружа, Париж, 1769 р.

На картах з початку XVII ст. і практично до середини XVIII-го на місці сучасного Херсона розташовувалося місто Bilehowisce (Біліховичи, Білховичи). Незважаючи на те, що Біліховичи на картах позначалося до середини 18 століття, швидше за все, місто до приходу фельдмаршала Мініха в гирло Дніпра, було вже у великому занепаді. У книзі Себастьяна де Учедо «Покажчик відомого світу» 1672 року, в списку Європейської Тартарії, позначено міста: Очаків, Білховичи, Качибей, Вінарадна, Крапезаді, Андріїв. У книзі Германа Моля «Система Географії» 1701 року, в списку Очаківської Тартарії, позначено міста: Очаків, Білховичи, Качибей, Винарадна Круча.
У 1737 році під час походу на Очаків російською армією фельдмаршала Христофора-Бурхарда фон Мініха, до складу якої входили зокрема і запорізькі козаки, в гирлі Дніпра було зведено укріплення Олександр-Шанц, який за Нової Січі був центром Інгульської паланки. Поновлений у ході російсько-турецької війни 1768—1774, із 1775 р. — поштова станція. У 1776 р. із колишніх запорожців сформовано поселенський Херсонський пікінерський полк. Назву укріплення отримало на честь одного з російських військових начальників Олександра Рум'янцева.
Рум'янцев з 1736 перебував в армії під керівництвом Мініха, брав участь у взятті Очакова, закріпив усі пости української лінії до Києва. 1738 року призначений правителем Малоросії
Російсько-турецька війна, яка тривала виснажливих п'ять років, закінчилась Кучук-Кайнажирським миром, підписанним 1774 року. Згідно з цією угодою, херсонські степи були визнані за Росією та увійшли до складу новоствореного Новоросійського Генерал-Губернаторства. Розпочалась активна діяльність Уряду щодо заселення краю та будівлі міст.

## Заснування Херсона
11 червня 1778 року імператриця Катериною II видала наказ на ім'я князя Потьомкіна про необхідність знайти у гирлі Дніпра місце, зручне для будівництва міста з фортецею та верфі. Таким місцем і стало напівзруйноване польове укріплення Олександр-Шанц.
8 вересня 1778 року розпочались фортифікаційні роботи. Одночасно з будівництвом фортеці та цивільних будівель розпочалось і прискорене будівництво верфі. Відповідно до наказу Катерини II, місто було названо Херсоном.
Оскільки фортеця знаходилась у безпосередній близькості до володінь татар, її охорону доручили козакам, які перетворили Олександр-Шанц на центр однієї з територіальних дільниць Запоріжжя — Перевізької (Інгульської) паланки. Спочатку тут розміщувались 219 козаків із полковим старшиною. До обов'язків паланки входив контроль над рибними промислами і зимовниками в гирлі Дніпра, частина яких знаходилась в межах сучасного Херсона: на острові Кошовому (нині о. Карантинний), на місці взуттєвої фабрики, в районі Забалки, селищ Антонівка, Кіндійка, Зеленівка[джерело?].

## Сучасний Олександр-Шанц
Нині на території колишньої фортеці знаходяться Порт-Елеватор та Хлібозавод.

## Цікаві факти
- На честь легендарного укріплення названо один з ресторанів у центрі Херсона.